# Aurora Nealand

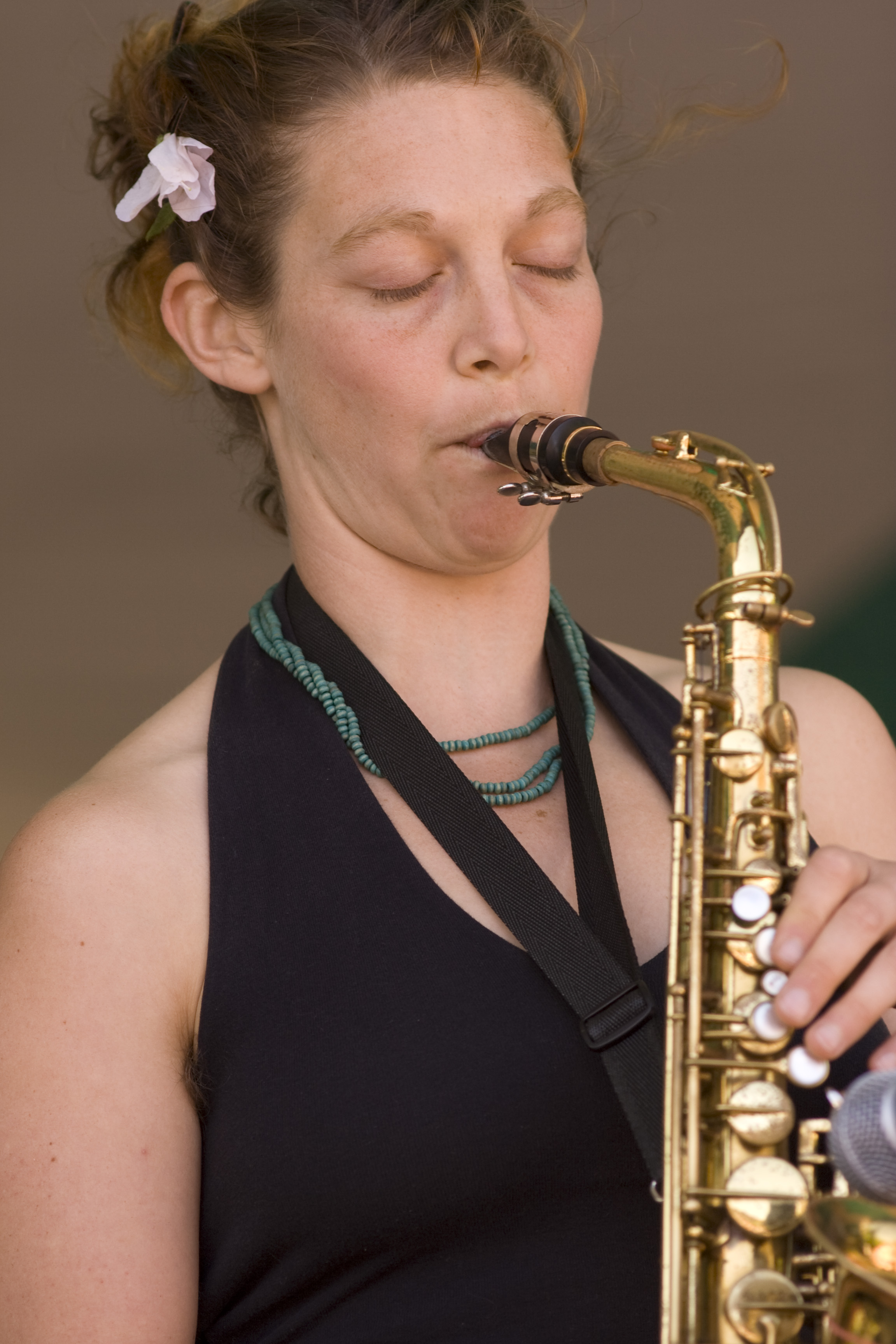
Aurora Nealand (2010)

Aurora Nealand (* 28. Mai 1979 in Berkeley, Alameda County, Kalifornien, Vereinigte Staaten) ist eine amerikanische Multiinstrumentalistin (Saxophone, Klarinette, Akkordeon, Stimme) des Jazz, Klangkünstlerin und Komponistin, die sowohl in New Orleans als auch in New York City wohnt.

## Leben und Wirken
Nealand wuchs mit ihren Eltern und Geschwistern sehr naturverbunden in Kalifornien und Colorado auf. Sie studierte am Oberlin Conservatory of Music Saxophon und setzte sich unter anderem mit Musique concrète auseinander, um sich dann in New York mit dem Werk von Laurie Anderson, Brian Eno und Philip Glass zu beschäftigen.
Seit ihrer Ankunft in New Orleans im Jahr 2004 konzentrierte sie sich auf traditionellen Jazz. Sie leitet die Band The Royal Roses, mit der sie seitdem mit ihrem „non-traditional Traditional Jazz“ auf drei Alben präsentierte. Mit ihrem Projekt The Monocle Ensemble kämpft sie gegen die Grenzen zwischen den Genres an. Ihre audiovisuelle Performance KindHumanKind (2019) erregte Aufsehen. Sie ist Mitbegründerin des Sound Observatory New Orleans.
Nealand arbeitete mit Pauline Oliveros, Jonathan Hart Makwaia, den Preservation Hall Allstars, Bill Frisell, James Singleton, David Torn, Arto Lindsay, Germaine Bazzle, John Boutté sowie Johnny Vidacovich und spielte auf dem Montreal Jazz Festival, Istanbul International Jazz Festival, Copenhagen Jazz Festival, New Orleans Jazz & Heritage Festival. Mit Tom McDermott entstand das Studioalbum City of Timbres (2015). Mit Byron Asher und Daniel Meinecke arbeitet sie im Quintett unter dem Bandnamen Basher, dessen Album Doubles im Down Beat gelobt wurde. Mit Tim Berne und Hank Roberts legte sie 2023 das Album Oceans and bei Intakt Records vor, mit John Hollenbeck und seinem Quartett George das Album Letters to George.

## Preise und Auszeichnungen
Nealand wurde als „Best Female Performer“ der 2016 Gambit Awards gewählt; ihre Band wurde als „Best Traditional Jazz Band“ bei den Big Easy Awards 2015 und 1017 ausgezeichnet. In den Polls des Down Beat wurde sie mehrfach sowohl auf dem Sopransaxophon als auch auf der Klarinette als „Rising Star“ nominiert, bevor sie 2020 mit der Klarinette beim Kritikerpoll auf den ersten Platz kam.

## Diskographische Hinweise
- Aurora Nealand, Mark Helias, Tim Berne: Live at the 188 Club (2024)